# Matt Jarvis
Matthew Thomas "Matt" Jarvis (født 22. maj 1986 i Middlesbrough, England) er en engelsk tidligere fodboldspiller (kantspiller). Han spillede én kamp for Englands landshold, en venskabskamp mod Ghana 29. marts 2011.
På klubplan tilbragte Jarvis hele sin karriere i hjemlandet, hvor han blandt andet tilbragte fem sæsoner hos Wolverhampton Wanderers og fire hos West Ham United. Han stoppede sin karriere i 2021.